# Henri de Merode-Westerloo
Le comte Henri Charles Marie Ghislain de Merode-Westerloo (Paris,  28 décembre 1856 - Lausanne, 13 juillet 1908), est un homme d'État belge, membre du parti catholique.

## Biographie

### Famille
Le comte Henri de Merode, 11e marquis de Westerloo, 8e prince de Rubempré et 5e prince de Grimberghe est le fils de Charles de Merode, marquis de Westerloo (1824-1892) et de la princesse Marie-Nicolette d'Arenberg (1830-1905). Son père est président du Sénat belge et maire de Westerloo.
Il épouse la princesse Nathalie de Croÿ (1863-1957) à Dülmen (Allemagne) le 4 septembre 1883. De cette union naissent deux filles et un fils.

### Carrière politique
Il est élu au parlement sous la bannière du parti catholique. Il est membre de la chambre des Représentants pour l'arrondissement de Bruxelles (1884-1892 et 1894-1896) puis pour celui de Turnhout (1896-1900). Il siège, pour l'arrondissement de Malines-Tunhout, à partir de 1900 au Sénat, qu'il préside de 1903 à sa mort en 1908.
Henri de Merode est ministre des Affaires-Étrangères du 31 octobre 1892, dans le gouvernement d'Auguste Beernaert, au 25 mai 1895 dans le gouvernement de Jules de Burlet. 
Son fils Charles de Merode (1887-1977), maire lui aussi de Westerlo, est le dernier représentant de la branche aîné des Merode.